# Хмельниковская волость
Хмельниковская волость — административно-территориальная единица Переславского уезда Владимирской губернии. Волостной центр — село Андреяново (Андрианово). Ныне территория Переславского района Ярославской области и Калязинского района Тверской области России.

## Состав волости
По состоянию на 1905 год входили 29 населённых пунктов
- Акулово
- Ананкино
- Андреяново (Андрианово) — волостной центр
- Белоглазово
- Боняково
- Воронкино
- Головинское
- Гор Поневицы
- Григорово
- Дворики
- Деревеньки
- Ермово
- Захарово (ныне Захаровка)
- Калинкино
- Конякино
- Лисавы
- Малый Подол
- Маринкино
- Михайловское
- Михальцёво
- Панская (ныне Панское)
- Полумихалево
- Поповское
- Пылайха
- Старово
- Тукаленка
- Фонинское
- Хмельники
- Хороброво
- Ширяйка